# Jacques Desrosiers (album)
Albums de Jacques Desrosiers
Jacques Desrosiers chante la poule
(1968)
Singles
1. Le téléfon / Message du président
Sortie : 1967
2. Mao et moa / Monsieur Z
Sortie : 1967
3. Guantanamera / L'homme mécanique
Sortie : 1967
4. Mon cerf-volant / Instrumental
Sortie : 1967

Jacques Desrosiers est un album de chansons humoristiques de Jacques Desrosiers, commercialisé en 1968.
Il s'agit du cinquième album solo de Jacques Desrosiers, il porte le numéro de catalogue SO-2003.

## Compositions
Cet album est composé de quelques parodies de succès français et américains :
- Le téléfon (de Nino Ferrer)
- Guantanamera
- L'homme mécanique (Mechanical Man de Ben Bolt & The Nuts)
- Mao et moa (de Nino Ferrer)

## Titres
| 1. | Le téléfon                        | Nino Ferrer, Adapt. Jacques Desrosiers                            |      |
| 2. | Monsieur le Président (monologue) | Jacques Desrosiers                                                |      |
| 3. | Guantanamera                      | Hector Angulo, José Martí, Pete Seeger, Adapt. Jacques Desrosiers | 3:08 |
| 4. | L'homme mécanique                 | Teddy Randazzo, Adapt. Jacques Desrosiers                         | 2:39 |

| 5. | Mon cerf-volant (instrumental, tiré du film « C'est pas la faute à Jacques Cartier ») | Jacques Desrosiers                     | 2:19 |
| 6. | Mon cerf-volant (chanté)                                                              | Jacques Desrosiers                     | 1:57 |
| 7. | Mao et moa                                                                            | Nino Ferrer, Adapt. Jacques Desrosiers |      |
| 8. | Monsieur Z (monologue)                                                                | Jacques Desrosiers                     |      |
| 9. | Les pistaches                                                                         |                                        |      |